# Izgubljena dolina (Veliki Blek)
Izgubljena dolina je epizoda serijala Veliki Blek obјavljena u Lunov magnus stripu #1022. Sveska je u Srbiji objavljena 26. septembra 2023. Koštala je 330 dinara (2,8 €, 3 $). Epizoda je imala 96 strana. Izdavač јe bio Golkonda iz Beograda. Tiraž ove sveske bio je 3.000 primeraka.

## Originalna epizoda
Ova epizoda objavljena je premijerno u Italiji u izdanju Edizione if u novembru 2015 u okviru edicije Il grande Blek #153. Koštala je 6.9 €.

## YU Blek Baneta Kerca
Grupa domaćih autora počela je da radi na projektu YU Blek 1978. godine. (Prva epizoda, Gužva u Bostonu, objavljena je u LMS-300). Kerac u početku nije želeo da radi na Bleku, jer je lik bio previše šabloniran. Kasnije je pristao, ali pod uslovom da ima slobodu da kreira lik van šablona. Kerac je uradio ukupno tri epizode Velikog Bleka od koje su dve objavljene u Strip zabavniku 1981-1982. godine. Ovo je treća (nacrtana u saradnji s Pavelom Kozom) objavljena originalno  2015. godine. Kerac je takođe radio i na epizodi Kradljivci krzna koja je 1986. objavljena kao album sa sličicama, a tek 2024. kao epizoda LMS u #1034, ali samo kao kolorista.

## Istorija epizode
Prema svedočenju Baneta Kerca, od ukupno tri epizode Velikog Bleka koje je Kerac nacrtao za Dnevnik, ova je nastala prva tokom 1980. godine. Rad na njoj prekinut posle 27 strana zbog rada na Strip zabavniku kojim je Dnevnik hteo da parira Stripoteci. Kerac je do kraja ostanka u Dnevniku radio na druge dve epizode Velikog Bleka (Divlja mačka i Slomljeno srce, koje su originalno u nastavcima objavljene u Strip zabavniku 1981. i 1982). Pre nego što je prešao u Marketprint, Kerac je tokom 1983. godine uradio prvih 45 strana epizode i ostavio je u amanet nekom drugom. Epizodu je nastavio Pavel Koza tokom 1984. godine, ali epizoda nije objavljena do kraja raspada Jugoslavije. Kada se početkom devedesetih redakcija Dnevnika premestila u zgradu Radničkog univerziteta, originalne table mnogih epizoda stajale su u ormarima po hodnicima neobezbeđene. U tim godinama nestao je veliki deo originalnih tabli domaćih strip crtača. Među njima je i prvi pet strana obe epizode. Njih je Kerac ponovo nacrtao 2015. godine, kada je epizoda trebalo da se objavi u italijanskom serijalu Edizioni If. 

### Kada je koji deo epizode nacrtan
Strane 1-5 nacrtao Kerac 2015. godine,
Strane 6-27 nacrtao Kerac 1980. god,
Strane 28-45 nacrtao Kerac 1983. god,
Strane 46-60 nacrtao Pavel Koza 1984. god.

## Prethodna i naredna sveska LMS
Prethodna sveska LMS nosila je naziv Privatno njuškalo (LMS-1021), a naredna Odredište Tuson (LMS-1023)